# M7 Polaavtopat
Die Polaavtopat M7 ist eine geplante nordmazedonische Halbautobahn, die von Debar über Izvor (Kreuz mit der M4), Kičevo, Prilep und Negotino (Kreuz mit der A1, ehm. M1) nach Goračino (Kreuz mit der A4, ehm. M6) führen soll. Sie soll den Westen Mazedoniens besser mit dem Osten verbinden und wird eine komplette Neubaustrecke sein, die keiner bereits bestehenden Trasse folgen wird.

## Zukünftige Nummerierung
Am 30. September 2011 wurde die Nummerierung der Autobahnen in Nordmazedonien geändert. Bis dahin wurden die Autobahnen mit dem Präfix M gekennzeichnet. Seitdem werden sie mit dem Präfix A gekennzeichnet. Es ist noch unklar welche Nummer nach Fertigstellung der M7 mit dem Präfix A erhalten wird.